# Diazinon
Diazinon (systematický název O,O-diethyl-O-[4-methyl-6-(propan-2-yl)pyrimidin-2-yl]fosforthioát) je bezbarvá až tmavě hnědá kapalina, organofosfát vyvinutý v roce 1952 ve švýcarské firmě Ciba-Geigy (později Novartis a potom Syngenta). Používal se jako nesystémový organofosfátový insekticid k hubení švábů, rybenek, mravenců a blech v obytných budovách. Intenzivně se užíval v 70. letech a na počátku 80. let 20. století na zahradách i v domech. Ve formě nástrah byl používán na západě Spojených států amerických proti vosám. V obytných domech se nesmí ve Spojených státech amerických používat od roku 2004, je však stále povolen pro použití v zemědělství.
Toxický účinek diazinonu je založen na inhibici acetylcholinesterázy. Má nízkou perzistenci v půdě, poločas je od 2 do 6 týdnů. Mezi příznaky otravy člověka diazinonem patří slabost, bolest hlavy, úzko na hrudi, rozmazané vidění, nereaktivní zornice, slinění, pocení, nauzea, zvracení, průjem, břišní křeče a nezřetelná řeč.
V roce 1988 zakázala EPA používat diazinon na golfových hřištích a na pastvinách, protože se na nich shromažďují ptáci, kteří následkem otravy diazinonem hynuli. Od 31. 12. 2004 je v USA zakázáno prodávat nezemědělské produkty s obsahem diazinonu. Je však legální používat výrobky zakoupené před tímto datem, za předpokladu dodržení návodu a bezpečnostních opatření.

## Karcinogenita
Mezinárodní agentura pro výzkum rakoviny (IARC) v roce 2015 zařadila diazinon mezi karcinogeny.